# 第3次ブレア内閣 (改造)
第3次ブレア改造内閣（だいさんじブレアかいぞうないかく）は、イギリスの首相トニー・ブレアによって組閣されたイギリスの内閣。2006年5月5日に発足し、トニー・ブレア首相辞任後、2007年6月27日、ゴードン・ブラウン新政権の発足と共に解散した。

## 概説
組閣前日に行われた地方統一選挙における労働党の大敗北を受けての内閣改造であり、前内閣から大幅な人事異動を行った。これは、ブレア政権始まって以来の大改造であり、「冷酷な」人事とも言われた。
閣内には首相側近のブレア派と、ブラウン蔵相への政権禅譲を求めるブラウン派の間に亀裂が深まっており、ブレア首相は側近のジョン・リード、アラン・ジョンソン、デイヴィッド・ミリバンドらを横滑りさせて政権の安定化を図った。
一方で、ブレア政権は地方統一選直前の4月26日には現職閣僚の不祥事が同時に明らかになるという事件に見舞われている。この事件は「労働党のブラック・ウェンズデー」と呼ばれ、それぞれ当事者となった閣僚の処遇にも注目が集まった。不倫騒動が発覚したジョン・プレスコットは、副首相の座には留まったものの権限を大幅に削られ、担当省と行政権限を持たない副首相となった。本来国外追放処分にするべき1000人近い外国人犯罪者を国内に釈放していたというスキャンダルを報道されたチャールズ・クラーク内務大臣は更迭され、後任にブレア派重鎮のジョン・リードが就任する。また、パトリシア・ヒューイット保健相も王立看護士学校で行った演説が非難を浴びていたが、結局留任となった。

## 閣僚
| 役職                                              | 画像 | 大臣                       | 任期                                                        | 備考                                          |
| ------------------------------------------------- | ---- | -------------------------- | ----------------------------------------------------------- | --------------------------------------------- |
| 首相 第一大蔵卿 国家公務員担当大臣 （労働党党首） |      | トニー・ブレア             | 1997年5月2日 - 2007年6月27日                                | 留任                                          |
| 副首相 筆頭国務大臣 （労働党副党首）              |      | ジョン・プレスコット       | 1997年5月2日 - 2007年6月27日                                | 留任                                          |
| 財務大臣 第二大蔵卿                               |      | ゴードン・ブラウン         | 1997年5月2日 - 2007年6月27日                                | 留任                                          |
| 王璽尚書 庶民院院内総務                           |      | ジャック・ストロー         | 2006年5月5日 - 2007年6月27日                                | 外務大臣から異動                              |
| 外務・英連邦大臣                                  |      | マーガレット・ベケット     | 2006年5月5日 - 2007年6月27日                                | 環境・食料大臣から異動                        |
| 貿易・産業大臣                                    |      | アリスター・ダーリング     | 2006年5月5日 - 2007年6月27日                                | スコットランド大臣・運輸大臣から異動          |
| 内務大臣                                          |      | ジョン・リード             | 2006年5月5日 - 2007年6月27日                                | 国防大臣から異動                              |
| 保健大臣                                          |      | パトリシア・ヒューイット   | 2005年5月6日 - 2007年6月27日                                | 留任                                          |
| 文化・メディア・スポーツ大臣                      |      | テッサ・ジョエル           | 2001年6月8日 - 2007年6月27日                                | 留任                                          |
| 社会的疎外担当大臣 ランカスター公領大臣           |      | ヒラリー・アームストロング | 2006年5月5日 - 2007年6月27日                                | 財務政務次官から異動                          |
| 北アイルランド大臣 ウェールズ大臣                 |      | ピーター・ヘイン           | 2005年5月6日 - 2007年6月27日 2002年10月24日 - 2007年6月27日 | 留任                                          |
| 枢密院議長 貴族院院内総務                         |      | ヴァレリー・アモス         | 2003年10月6日 - 2007年6月27日                               | 留任                                          |
| 大法官 憲法事項担当大臣・司法大臣                 |      | チャールズ・ファルコナー   | 2003年6月 - 2007年6月27日                                   | 留任                                          |
| 国際開発大臣                                      |      | ヒラリー・ベン             | 2003年10月6日 - 2007年6月27日                               | 留任                                          |
| 教育・技能大臣                                    |      | アラン・ジョンソン         | 2006年5月5日 - 2007年6月27日                                | 貿易・産業大臣から異動                        |
| コミュニティー・地方自治大臣 女性担当大臣         |      | ルース・ケリー             | 2006年5月5日 - 2007年6月27日                                | 教育・技能大臣から異動                        |
| 労働・年金大臣                                    |      | ジョン・ハットン           | 2005年11月2日 - 2007年6月27日                               | 留任                                          |
| 食料・環境・農村大臣                              |      | デイヴィッド・ミリバンド   | 2006年5月5日 - 2007年6月27日                                | 新任                                          |
| 国防大臣                                          |      | デス・ブラウン             | 2006年5月5日 - 2008年10月3日                                | 財務省主席担当官から異動 ブラウン内閣でも留任 |
| 運輸大臣 スコットランド大臣                       |      | ダグラス・アレクサンダー   | 2006年5月5日 - 2007年6月27日                                | ヨーロッパ担当国務大臣から異動                |
| 無任所大臣 （労働党幹事長）                       |      | ヘーゼル・ブリアーズ       | 2006年5月5日 - 2007年6月27日                                | 新任                                          |
| 財務政務次官 庶民院院内幹事                       |      | ジャッキー・スミス         | 2006年5月5日 - 2007年6月27日                                | 新任                                          |
| 財務省主席担当官                                  |      | ステファン・ティムス       | 2006年5月5日 - 2007年6月27日                                | 再入閣                                        |
| 下記の役職者も閣議に出席                          |      |                            |                                                             |                                               |
| 貴族院院内幹事長 近衛隊長                         |      | ブルース・グロコット       | 2002年5月1日 - 2007年6月27日                                | 留任                                          |
| 法務長官                                          |      | ピーター・ゴールドスミス   | 2001年6月11日 - 2007年6月27日                               | 留任                                          |
| ヨーロッパ担当国務大臣 外務・英連邦省管轄         |      | ジェフ・フーン             | 2005年5月6日 - 2007年6月27日                                | 王璽尚書・庶民院院内幹事から異動              |
| 貿易担当大臣 外務・英連邦省、貿易産業省管轄       |      | イアン・マカートニー       | 2006年5月5日 - 2007年6月27日                                | 無任所大臣（党幹事長）から異動                |